# Come to Daddy (película)
Come to Daddy es una película de suspenso y comedia negra de 2019 dirigida por Ant Timpson y escrita por Toby Harvard.

## Reparto
- Elijah Wood como Norval
- Martin Donovan como Brian
- Stephen McHattie como Gordon
- Michael Smiley como Jetro
- Garfield Wilson como Ronald Plum
- Simon Chin como Dandy
- Madeleine Sami como Gladys
- Ona Grauer como Precious

## Estreno
La película tuvo su estreno mundial en el Festival de Cine de Tribeca el 25 de abril de 2019. Se estrenó en cines de Estados Unidos el 7 de febrero de 2020, en todo el mundo el 21 de febrero de 2020 y en VOD por Lionsgate Home Entertainment el 24 de marzo de 2020.